# Erdődy Tamás
Gróf Erdődy Tamás (1558 – Korpona vára, 1624. január 17.) dunántúli nagybirtokos, hadvezér, horvát bán.

## Élete
Gróf Erdődy Péter és Alapy Borbála fia. Utódai az Erdődy család magyarországi ágának folytatói, testvére Péter utódai pedig a horvátországi ág megalapozói. Felesége Ungnád Mária, Ungnád Kristóf (másként Keresztély) egri kapitány és horvát bán (1578–1584) egyetlen gyermekeként apja halála után Szomolány és Jókő várát örökölte, amely ettől kezdve a család ezen ágának egyik központi birtoka lett.
1584-1595 és 1608-1615 között horvát bán. 1598-1603 között királyi étekfogó mester. A török elleni harcok egyik ismert hadvezére.
- 1620-as festmény a sziszeki csatáról

Horvátország védelmében számos csatát vívott a törökkel, nevezetes az 1584-i szluini és 1586-i juvaneci győzelme. A tizenöt éves háború idején 1593-ban Sziszeknél megsemmisítette Hasszán boszniai pasa seregét, majd 1594-ben elfoglalta Petrinya várát.
A Bocskai-felkelésben a császár oldalán harcolt. 1607-ben családját grófi rangra emelték és házassága révén is Varasd vármegye örökös főispánja, majd 1616-ban tárnokmester lett.
A zágrábi katedrálisban nyugszik.
Monyorókerék és Vép 1613-ban a zálogterhek kifizetése és a birtokperek lezáródása után neki köszönhetően visszakerült a család birtokába. 1603-ban ő építette Császárvár aljában a Novi Dvorinak (Újkastélynak) nevezett kastélyt, amely végig a 17. század folyamán a család tagok egyik kedvenc horvátországi tartózkodási helye maradt, 1615-ben pedig átépítette a vépi várat, kialakítva ezzel a mai, négyszögletes formáját.

## Emlékezete
- Heldenberg emlékhely

## Forrás
- Magyar katolikus lexikon
- Magyar életrajzi lexikon
- Szlovák Állami Levéltár, Erdődy család, Korešpondencia.
- Bubryák Orsolya, 2008: „In Deo Vici” kegyesség és reprezentáció Erdődy Tamás (1558-1624) horvát bán műpártolásában. Studia Agriensia 27, 261-282.
- Bubryák Orsolya: Az érsektől a szabadkőművesig.
- bendaborbala.uw.hu